# Saint-Martin-de-Mailloc
Saint-Martin-de-Mailloc település Franciaországban, Calvados megyében. Lakosainak száma 999 fő (2022. január 1.). Saint-Martin-de-Mailloc Le Mesnil-Guillaume, Prêtreville, Saint-Denis-de-Mailloc, Saint-Jean-de-Livet és Valorbiquet községekkel határos.

## Népesség
A település népessége az elmúlt években az alábbi módon változott:
| Lakosok száma | 355  | 593  | 711  | 815  | 874  | 881  | 902  | 930  | 947  | 999  |
|               | 1968 | 1982 | 1990 | 2006 | 2013 | 2015 | 2017 | 2019 | 2020 | 2022 |